# Novkov Máté
Novkov Máté (Pécs, 1991. április 29. –) magyar színész.

## Életpályája
Édesapja Novkov Zivojin balettkoreográfus, édesanyja Oláh Zsuzsa színésznő. Gyermekkorát Debrecenben töltötte. 2016-ban végzett a Színház- és Filmművészeti Egyetemen, azóta az Örkény Színház tagja.
A színház mellett szinkronizál és rádiójátékokban is szerepel.

## Fontosabb színházi szerepei

### Örkény Színház
- Mohácsi testvérek: e föld befogad avagy SZÁMODRA HELY 2014.
- Jarry: Übü király, vagy a lengyelek 2014.
- Mese az igazságtételről avagy A hét szamuráj 2015.
- Mohácsi testvérek: Köd utánam – Árkoknak ásói és temetői, 2015.
- Csehov: Három nővér – Fedotyik 2016.
- IV. Henrik I-II. – Bardolf, Mortimer, Küldönc, Mowbray, 2017.
- Franz Kafka: Az átváltozás – Férfi, Georg, Samsa-kórus, 2017.
- Thomas Mann: József és testvérei, 2017.
- Patika – Balogh Kálmán, 2018.
- Maxim Gorkij: A mélyben – Golyvás, 2019.
- Kiváló dolgozók, 2020.
- Zűrzavar 2045 – Juda, műszaki muzsik, 2020.
- 33 álom, 2021

### Egyéb
- Valahol Európában – Ficsúr, 2009. Csokonai Színház
- Tóth Ede: A falu rossza, 2015. Kőszegi Várszínház
- Tar Sándor: A te országod, 2015. Forte Társulat
- A vörös tehén – Buxbaum, 2015. Vígszínház

## Filmes és televíziós szerepei
- Kisváros (2000) ...Csapattag
- Veszettek (2015)
- Munkaügyek (2016) ...Rendőr
- 1945 (2017) ...Orosz katona
- Tóth János (2017)
- Pappa Pia (2017) ...Ádám
- Valami Amerika (2023) ...Béla
- Most vagy soha! (2024) ...Irányi Dániel